# Хронос
Хронос (на гръцки: Χρόνος) е споменат във философските схващания отпреди ерата на Сократ, като олицетворение на времето. Също така е и бог на Космоса. Той се е появил от първоначалния хаос. Понякога се бърка с Кронос (на гръцки: Κρόνος). Често е изобразяван като човек, задвижващ колелото на Зодиака. Наричан е още и AEONAO на гръцки (αέναο) – вечното време.
В гръцката митология Хронос (на старогръцки: Χρόνος), в предварително сократовски на философски произведения се казва, да бъде олицетворение на времето. Неговото име на гръцки означава „разстояние“.
Хронос е представял като бог, извиваща се по форма, с три глави – тези на един човек, бик и лъв. Той и съпругата си, извиваща се Ананке (неизбежно), кръг първичната яйце на света в техните намотки и се разделят, за да формират поръчаната вселена на земята, морето и небето. Да не се бърка с Кронос (Κρόνος) „Титан“.
Той е изобразен в гръко-римски мозайки като човек, завъртващ колелото на зодиака.
Хронос обикновено се изобразява чрез един стар, мъдър мъж с дълга, сива брада, като „Отче Time“.[ неясно? ] Някои от настоящите английски думи, чиито етимологичен корен е khronos / Кронос включват хронологията, хронометър, хронична, анахронизъм и хроника.

## Галерия
- Die vier Jahreszeiten, Chronos huldigend
- Chronos, wartend, Cimitero monumentale di Staglieno